# 明るい家族砲計画っ!
『明るい家族砲計画っ！』（あかるいかぞくほうけいかくっ!）は、新木伸による日本のライトノベル。イラストはさそりがため。ファミ通文庫（エンターブレイン）より2008年6月から2010年7月まで刊行された。著者HP上で文庫未収録の短編「1UPの日」、「はじめてのおつかい」が再収録された。

## ストーリー
ある日拓真に未来から自分と美奈の子供だという少女 ヒカリがやってきた。その日から、拓真は様々な障害に遭遇しつつも徐々に美奈との関係を深めていく。

## 登場人物

### 主要人物
新城 拓真（しんじょう たくま）
15歳。美奈とは15年来の幼馴染。当初、美奈のことを異性として意識していなかったが、ヒカリが来てからは恋愛対象として見るようになる。「セッちゃん」と呼ばれる対話的説明書を持ち歩き、よく頼っている。美奈とセットで神カップルと呼ばれるほどだが、女性の心情には鈍い。美奈からは「拓」と呼ばれる。
神崎 美奈（かんざき みな）
15歳。上記の通り、拓真の幼馴染。こちらもあまり拓真のことを異性として意識していなかったが、拓真同様ヒカリの登場後から拓真のことを意識し始める。思考回路が少しでもネガティブな方向に傾くととても自虐的になったり、自分を変態扱いしたりなどかなり現実逃避ぎみになる。その実結構過激なところもあり、男子をケンカで泣かせたことがある（ケンカをすると泣くのは決まって男子だった）など、漢気あふれる一面も。拓真からは「みーな」と呼ばれる。
ヒカリ
20年後の未来から「家族砲計画」により送られてきた拓真と美奈の46番目の娘。
二ノ宮 修二（にのみや しゅうじ）
23歳。一応拓真の保護者だが、普段はかなり駄目なところが目立つSF者。風呂を覗くときなどに普段見せないような「氣」を出し、すさまじいパワーをみせるときがある。そのため、翔子に氣の指導をしたこともある。物語が進むにつれ編集者である華蓮と徐々に親しくなっていく。実は売れっ子のライトノベル作家であり、当人はSFを書きたがっているがは担当編集の意向によりその意見は半ば黙殺、「よつばゆう」名義で恋愛もののライトノベルを書くようになり専用レーベルまで立ち上げられるほどであることも後に判明。罵倒されればされるほど仕事の能率は上がるようで、1時間40ページのハイペースで書き上げるなどその執筆速度は驚異的なレベルにある。ライトノベル作家のためか超科学的な現象などについて深い造詣があり、さりげなく自体の核心をつく発言をするなどただ者でない一面も見せる。
東雲 理央（しののめ りお）
小学6年生。別の未来での拓真の妻を自称し、美奈に対しては対抗意識を燃やしている。美奈やヒカリと買い物中の拓真を連れ出すために、ショッピングセンターを倒壊させるほどの行動派でもある。
ヨミ
拓真と理央の間の娘。理央のことをこの上ないほど慕っている。理央の指示とあらば過激行動も辞さないが、根はやさしく、時として美奈やヒカリを手助けすることもある。

### サブキャラクター
加茂田 茂（かもだ しげる）
15歳。クラスメイトで優貴の彼氏。高校生にしては大柄な体型をしている。巨乳好きのエロ魔人だったが、優貴に恋をしたことで変わっていくことになる。
小日向 優貴（こひなた ゆうき）
15歳。クラスメイトで美奈の親友。茂の彼女でもある。中学生と見間違うほどの小柄な体型をしているがれっきとした高校生である。拓真曰く「茂の毒牙にかかるにはもったいないほどの女の子」

## 用語
家族砲/家族砲計画（かぞくほう/かぞくほうけいかく）
いわゆる時間移動技術、及びそれを用いたとある計画。往年の日本SF『時間砲計画』（豊田有恒）と「家族計画」（および「明るい家族計画」）を掛けたものと思われる。
白ウサギ便（しろうさぎびん）
時空を超え届けられる一種の宅配便。ヒカルもこれにより20年後という未来から現在の拓真の元へと送り届けられた。
ER1（イー・アール・ワン）
「Exist Rating 1」＝存在確率1という意味。その時空泡の重心のような存在のこと。

## 既刊一覧
- 新木伸（著）・さそりがため（イラスト） 『明るい家族砲計画っ！』 エンターブレイン〈ファミ通文庫〉、全5巻

1. 2008年6月30日発売[1]、ISBN 978-4-7577-4286-4
2. 2008年10月30日発売[2]、ISBN 978-4-7577-4483-7
3. 2009年6月29日発売[3]、ISBN 978-4-7577-4930-6
4. 2009年12月26日発売[4]、ISBN 978-4-04-726197-6
5. 2010年7月30日発売[5]、ISBN 978-4-04-726655-1